# Salto Thomas
Le salto Thomas est un élément de gymnastique artistique difficile et dangereux, réalisé au sol. Il tient son nom du gymnaste Américain Kurt Thomas.

## Détails techniques
Le salto Thomas consiste en un salto et demi en arrière en position groupée, carpée ou tendue avec une vrille et demi.
Cette figure est interdite en gymnastique artistique féminine depuis qu'elle a été retirée du Code de Pointage après plusieurs graves accidents, dont la paralysie d'Elena Mukhina en 1980.
Depuis le Code de pointage de 2017-2020, tous « les éléments comportant un salto et demi avec réception sur les mains pour ensuite rebondir à la station sont interdits ». Ainsi, le salto Thomas est interdit en gymnastique artistique masculine et féminine,.